# Vladimir Stružanov
Vladimir Vasil'evič Stružanov (in russo Владимир Васильевич Стружанов?; Soči, 2 agosto 1932 – Mosca, 19 aprile 2014) è stato un nuotatore sovietico, dal 1992 russo.

## Carriera
Assieme ai compagni Vitalij Sorokin, Gennadij Nikolaev e Boris Nikitin vinse la medaglia di bronzo nella 4x200m stile libero alle Olimpiadi di Melbourne 1956.

## Palmares

### Competizioni internazionali
- Olimpiadi

Melbourne 1956: bronzo nella 4x200m stile libero.
- Europei

Budapest 1958: oro nella 4x200m stile libero.